# Svezia ai VII Giochi olimpici invernali
La Svezia partecipò ai VII Giochi olimpici invernali, svoltisi a Cortina d'Ampezzo, Italia, dal 26 gennaio al 5 febbraio 1956, con una delegazione di 58 atleti impegnati in otto discipline.

## Medagliere

### Per discipline
| Sport                   | Oro | Argento | Bronzo | Totale |
| ----------------------- | --- | ------- | ------ | ------ |
| Sci di fondo            | 1   | 2       | 3      | 6      |
| Pattinaggio di velocità | 1   | 1       | 0      | 2      |
| Combinata nordica       | 0   | 1       | 0      | 1      |
| Sci alpino              | 0   | 0       | 1      | 1      |
| Totale                  | 2   | 4       | 4      | 10     |

### Medaglie
| Medaglia | Atleta                                                             | Sport                   | Evento                   |
| -------- | ------------------------------------------------------------------ | ----------------------- | ------------------------ |
| Oro      | Sigvard Ericsson                                                   | Pattinaggio di velocità | 10000 m maschile         |
| Oro      | Sixten Jernberg                                                    | Sci di fondo            | 50 km maschile           |
| Argento  | Sigvard Ericsson                                                   | Pattinaggio di velocità | 5000 m maschile          |
| Argento  | Bengt Eriksson                                                     | Combinata nordica       |                          |
| Argento  | Sixten Jernberg                                                    | Sci di fondo            | 15 km maschile           |
| Argento  | Sixten Jernberg                                                    | Sci di fondo            | 30 km maschile           |
| Bronzo   | Stig Sollander                                                     | Sci alpino              | Slalom speciale maschile |
| Bronzo   | Gunnar Samuelsson Lennart Larsson Per-Erik Larsson Sixten Jernberg | Sci di fondo            | Staffetta maschile       |
| Bronzo   | Sonja Edström                                                      | Sci di fondo            | 10 km femminile          |
| Bronzo   | Irma Johansson Anna-Lisa Eriksson Sonja Edström                    | Sci di fondo            | Staffetta femminile      |